# David T. Disney

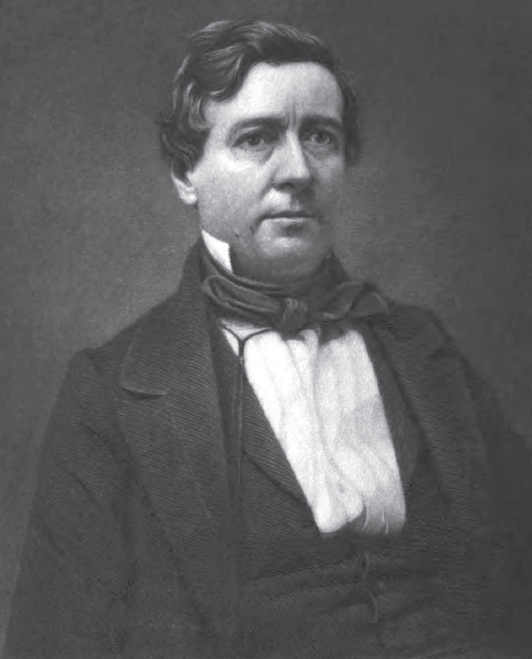
David T. Disney

David Tiernan Disney (* 25. August 1803 in Baltimore, Maryland; † 14. März 1857 in Washington, D.C.) war ein US-amerikanischer Politiker der Demokratischen Partei. Von 1849 bis 1855 war er Mitglied des Repräsentantenhauses der Vereinigten Staaten für den 1. Kongressdistrikt des Bundesstaates Ohio.

## Biografie
In Baltimore geboren, zog Disney 1807 mit seiner Familie nach Ohio um. Nach dem Besuch von allgemeinbildenden Schulen studierte er Jura und wurde als Rechtsanwalt zugelassen. In Cincinnati eröffnete er eine Anwaltskanzlei. 1825 war er als Redakteur einer Zeitung tätig.
In den Jahren 1829, 1831 und 1832 war er Mitglied des Repräsentantenhauses von Ohio, 1832 diente er dort zudem als Speaker. Von 1833 bis 1834 und von 1843 bis 1844 war er Mitglied im Staatssenat, 1833 auch dessen Präsident. 1834 gehörte er der Kommission an, die die Grenze zwischen den Bundesstaaten Ohio und Michigan festlegte. 1848 war er Delegierter auf der Democratic National Convention.
1849 wurde er als Vertreter des 1. Kongressdistrikts von Ohio ins US-Repräsentantenhaus gewählt. Dem House gehörte er bis 1855 an. Dort war er Chairman (dt. Vorsitzender) des Committee on Elections und des Committee on Public Lands. 1854 stellte er sich nicht wieder zur Wahl.
Disney starb in Washington, D.C. und wurde auf dem Spring Grove Cemetery in Cincinnati beigesetzt. Aus seiner Ehe mit Sarah Carter Disney stammten die beiden Kinder Mary Disney Buttles und Richard Moran Disney.